# Праде
Праде (словен. Prade) — поселення в общині Копер, Регіон Обално-крашка, Словенія. Висота над рівнем моря: 71,9 м.